# Chaetodon tricinctus
Chaetodon tricinctus is een  straalvinnige vissensoort uit de familie van koraalvlinders (Chaetodontidae). De wetenschappelijke naam van de soort is voor het eerst geldig gepubliceerd in 1901 door Waite.
De soort staat op de Rode Lijst van de IUCN als niet bedreigd, beoordelingsjaar 2009.